# White (Dakota del Sud)
White è un comune degli Stati Uniti d'America, situato in Dakota del Sud, nella contea di Brookings.

## Storia
White venne fondata nel 1884, e così chiamata in onore di W.H. White, uno dei primi coloni.